# Gesamtstauraum
Der Gesamtstauraum ist das Volumen bei Höchststau einer Stauanlage. 
Er setzt sich aus dem Speicherraum beim Vollstau und dem außergewöhnlichen Hochwasserschutzraum zusammen, der sich durch die Überfallhöhe über der Schwelle der Hochwasserentlastung (HWE) bildet. Damit umfasst er zusätzlich auch die Wassermenge, die beim Bemessungshochwasserzufluss dynamisch in der Stauanlage enthalten ist. 
Dieser außergewöhnliche Stauraum wird auch unbeherrschbarer Hochwasserschutzraum genannt, da eine Steuerung hier nicht erfolgt. Die durch den unbeherrschbaren Hochwasserschutzraum erzeugte Dämpfung und Verzögerung des Hochwassers wird Retention genannt.
Der Begriff Gesamtstauraum ist mit der DIN 4048-1 1987 normiert. Der noch größere Beckenraum setzt sich aus dem Gesamtstauraum und dem Freiraum zusammen. Der Beckenraum wird durch die Höhe des Kronenstaus gebildet, der bis zur Oberkante der Dammkrone des Absperrbauwerks reicht. Der Freiraum ergibt sich aus dem Maß des Freibords. Das Freibord ist zur Verhinderung der Überströmung der Dammkrone bei Wellenauflauf, Windlasten und anderen Einflüssen erforderlich. 
Bei Talsperren in Deutschland ist der Gesamtstauraum mitentscheidend über die Klassifizierung nach DIN 19700 in Talsperrenklasse 1 oder 2. Das andere Kriterium ist die Höhe des Absperrbauwerks über der Gründungssohle.